# Censo de México de 1940
El censo de México de 1940, denominado oficialmente Sexto Censo de Población, fue el sexto censo realizado en México. Se llevó a cabo el 6 de marzo de 1940 y dio como resultado una población de 19 653 552 habitantes.

## Realización
La promoción del censo se basó en un espíritu nacionalista, con el eslogan «Contando lo que tenemos, sabremos lo que podemos».
El censo fue realizado el 6 de marzo de 1940 y en él se recolectaron los siguientes datos:
- Relación de parentesco con el jefe de familia
- Sexo
- Edad
- Lugar de nacimiento
- Lengua indígena
- Religión
- Nacionalidad
- Alfabetismo
- Nivel de instrucción
- Asistencia escolar
- Fecundidad
- Edad de la mujer en su primer matrimonio o unión
- Ocupación principal
- Sector de actividad
- Posición en el trabajo
- Defectos físicos y mentales
- Calzado
- Vestido
- Mueble en que duerme
- Ingestión de pan de trigo
- Ingestión de carne, huevo, leche y pescado
- Bienes raíces

Los datos del censo fueron afectados por el recelo existente entre parte de la población hacia el conteo, especialmente por el temor a las consecuencias fiscales que tendría informar sus ingresos y posesiones. Para procesar la información se recurrió a 95 calculadoras mecánicas. Los resultados fueron publicados en 1943.

## Resultados
| Posición | Estado                              | Población  | Variación respecto a 1930 | Variación respecto a 1930 | Variación respecto a 1930 |
| Posición | Estado                              | Población  | Pobl.                     | %                         | Pos.                      |
| -------- | ----------------------------------- | ---------- | ------------------------- | ------------------------- | ------------------------- |
| 1        | Distrito Federal                    | 1 757 530  | +527 954                  | 42.94                     | 2                         |
| 2        | Veracruz                            | 1 619 338  | +242 045                  | 17.57                     | 1                         |
| 3        | Jalisco                             | 1 418 310  | +162 964                  | 12.98                     | 1                         |
| 4        | Puebla                              | 1 294 620  | +144 195                  | 12.53                     | Sin cambios               |
| 5        | Oaxaca                              | 1 192 794  | +108 245                  | 9.98                      | Sin cambios               |
| 6        | Michoacán                           | 1 182 003  | +133 622                  | 12.75                     | Sin cambios               |
| 7        | México                              | 1 146 034  | +155 922                  | 15.75                     | Sin cambios               |
| 8        | Guanajuato                          | 1 046 490  | +58 689                   | 5.94                      | Sin cambios               |
| 9        | Hidalgo                             | 771 818    | +94 046                   | 13.88                     | Sin cambios               |
| 10       | Guerrero                            | 732 910    | +91 220                   | 14.22                     | Sin cambios               |
| 11       | Chiapas                             | 679 885    | +149 902                  | 28.28                     | 1                         |
| 12       | San Luis Potosí                     | 678 779    | +98 948                   | 17.06                     | 1                         |
| 13       | Chihuahua                           | 623 944    | +132 152                  | 26.87                     | Sin cambios               |
| 14       | Zacatecas                           | 565 437    | +106 390                  | 23.18                     | Sin cambios               |
| 15       | Coahuila                            | 550 717    | +114 292                  | 26.19                     | Sin cambios               |
| 16       | Nuevo León                          | 541 147    | +123 656                  | 29.62                     | Sin cambios               |
| 17       | Sinaloa                             | 492 821    | +97 203                   | 24.57                     | 1                         |
| 18       | Durango                             | 483 829    | +79 465                   | 19.65                     | 1                         |
| 19       | Tamaulipas                          | 458 832    | +114 793                  | 33.37                     | 1                         |
| 20       | Yucatán                             | 418 210    | +32 114                   | 8.32                      | 1                         |
| 21       | Sonora                              | 364 176    | +47 905                   | 15.15                     | Sin cambios               |
| 22       | Tabasco                             | 285 630    | +61 607                   | 27.50                     | 1                         |
| 23       | Querétaro                           | 244 737    | +10 679                   | 4.56                      | 1                         |
| 24       | Tlaxcala                            | 224 063    | +18 605                   | 9.06                      | Sin cambios               |
| 25       | Nayarit                             | 216 698    | +48 974                   | 29.20                     | Sin cambios               |
| 26       | Morelos                             | 182 711    | +50 643                   | 38.35                     | 1                         |
| 27       | Aguascalientes                      | 161 693    | +28 793                   | 21.67                     | 1                         |
| 28       | Campeche                            | 90 460     | +5 830                    | 6.89                      | 1                         |
| 29       | Territorio Norte de Baja California | 78 907     | +30 580                   | 63.28                     | N [ a ]                   |
| 30       | Colima                              | 78 806     | +16 883                   | 27.26                     | Sin cambios               |
| 31       | Territorio Sur de Baja California   | 51 471     | +4 382                    | 9.31                      | N [ a ]                   |
| 32       | Territorio de Quintana Roo          | 18 752     | +8 132                    | 76.57                     | 1                         |
| Total    | Total                               | 19 653 552 | +3 100 830                | 18.73                     |                           |

1. 1 2  En los censos anteriores el Territorio Norte de Baja California y el Territorio Sur de Baja California eran contabilizados juntos como Territorio de Baja California.